# Санто Прунаті
Санто Прунаті (італ. Sante Prunati; 1656, Верона — 1728, Верона) — італійський художник доби бароко.

## Життєпис
Народився в місті Верона. Художню майстерність опановував в майстерні Андреа Вольталіні. Навчався також у художника Б'яджо Фалькієрі (1628—1703).
В 19-річному віці запрошений на працю у Віченцу на тераферму, де створив вівтар для церкви Сан Антоніо Сан-Феліче.
Згодом перебрався в Венецію, де вивчав твори художника Йогана Карла Лота, німця за походженням. Веронські митці давно втратили риси самобутньої художньої школи і їх художні манери розчинились в інтернаціональному мистецтві бароко, одним із центрів якого наприкінці XVII і на початку XVIII століть була Венеція.
Став мандрівним художником, котрий в пошуках нових замовлень працював у Болоньї, Турині, Бергамо. Повернувся у Верону, де виконав декілька різних замовлень, серед яких і вівтар для приватної каплиці в Катедральному соборі міста.
Мав власну художню майстерню, де стажувалась низка провінційних художників, серед яких його син Мікеланджело Прунаті та Феліче Тореллі, батько художника Стефано Тореллі. Останній перебрався в Петербург, де став придворним художником імператриці Катерини ІІ.[джерело?]
Помер у Вероні.

## Галерея

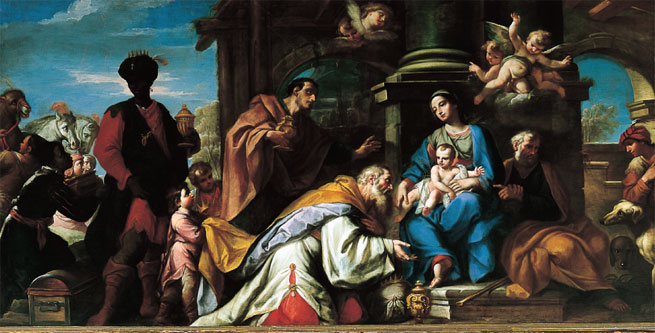
Санто Прунаті. «Поклоніння волхвів».